# Avere 20 anni
Avere 20 anni è il primo EP della rapper italiana Chadia Rodríguez, pubblicato l'11 gennaio 2019.

## Tracce
1. Fumo bianco – 4:11
2. Bitch 2.0 – 3:44
3. Sister (pastiglie) – 3:47
4. 3G (feat. Jake La Furia) – 3:29
5. Sarebbe comodo – 3:12
6. Dale (feat. Naska, Abe Kayn & Braco) (Yalla Remix) – 3:39